# Mark Juddery
Mark Juddery (ur. 1971, zm. 13 stycznia 2015) – australijski dziennikarz i pisarz.
Systematycznie pisał dla The Canberra Times, The Australian i The Sydney Morning Herald. Współpracował z czasopismami The Bulletin, Empire, Inside Sport, Mad i Griffith Review.
W 2014 zdiagnozowano u niego nowotwór.

## Twórczość
- 2014 – Best. Times. Ever
- 2010 – Overrated: The 50 Most Overhyped Things in History
- 2008 – Busted! The 50 Most Overrated Things in History
- 2005 – 1975: Australia’s Greatest
- 2001 – Australia’s Heroes